# Ciudad Barrios
Ciudad Barrios és un municipi d'El Salvador, que pertany al Departament de San Miguel, a la zona oriental, a 160 km a l'est de la capital, San Salvador.